# 水橋辻ヶ堂
水橋辻ヶ堂（みずはしつじがどう）は、富山県富山市の町名である。水橋西部地区センターが所在している。

## 特徴
町域は南北に1kmほどあり、海に面している。
富山平野の富山低地に位置している。

## 地理
- 河川-白岩川
- 富山湾

## 施設
- 水橋西部地区センター
- セブンイレブン富山水橋辻ヶ堂店

## 福祉
- 野村病院
- 特養老人ホーム晴風荘

## 教育
- 富山市立水橋西部小学校

## 交通
- あいの風とやま鉄道-水橋駅で下車

## 参考出典
- 『富山県の地名』平凡社